# Ambrosio Firmin-Didot
Ambrosio Firmín Didot (del francés: Ambroise Firmin-Didot) 20 de diciembre de 1790 – 22 de febrero de 1876 fue un impresor, editor, helenista y coleccionista de arte francés.
Hijo mayor de Firmin Didot (1764-1836), dirigió la Casa Didot con su hermano menor Hyacinthe Firmin Didot. Aprendió del académico Adamantios Korais, sobre el legado cultural heleno en 1808. Perdió interés en el destino de los griegos bajo el dominio otomano por lo que hizo sus donar libros a la biblioteca de la universidad de Quíos embarcandó hacia Grecia y al Oriente en 1816. En 1824, participó en la creación de Comité Philhellene de París.
Después de 1850, reconstruyó el castillo Bucherie Sainy-Cyr-en-Arthies, incluyendo un edificio dedicado a la biblioteca.
Las necesidades de la época hicieron que el hijo de Firmin Didot realizara mejoras significativas en la fabricación de papel.

## Principales publicaciones
- Les Estienne. Henri I ; François I et II ; Robert I, II et III ; Henri II ; Paul et Antoine, extrait de la Nouvelle biographie générale publiée par M. M. Firmin Didot frères, Paris : impr. de Firmin Didot frères, fils et cie, 1856
- Essai typographique et bibliographique sur l'histoire de la gravure sur bois, par Ambroise Firmin-Didot, servant d'introduction aux "Costumes anciens et modernes" de César Vecellio, Paris : impr. de A. Firmin-Didot, 1863
- Catalogue raisonné des livres de la bibliothèque de M. Ambroise Firmin-Didot. Tome I : Livres avec figures sur bois. Solennités. Romans de chevalerie, Paris : impr. de A. Firmin-Didot, 1867
- Observations sur l'orthographe française, suivies d'un exposé historique des opinions et systèmes sur ce sujet, depuis 1527 jusqu'à nos jours, Paris : A. Firmin-Didot, 1867
- Des Apocalypses figurées manuscrites et xylographiques. Deuxième appendice au "Catalogue raisonné des livres de la bibliothèque de M. Ambroise Firmin-Didot", Paris : impr. de A. Firmin-Didot, 1870
- Études sur la vie et les travaux de Jean, sire de Joinville. 1º partie, accompagnée d'une notice sur les manuscrits du sire de Joinville, par M. Paulin Paris, Paris : impr. de A. Firmin-Didot, 1870
- Étude sur Jean Cousin, suivie de notices sur Jean Leclerc et Pierre Waeirist, Paris, Imprimerie de A. Firmin Didot, 1872
- Alde Manuce et l'hellénisme à Venise, Paris : impr. de A. Firmin-Didot, 1875
- Les Graveurs de portraits en France : catalogue raisonné de la collection de portraits de l'École française appartenant à Ambroise Firmin-Didot, Paris : Libr. Firmin-Didot et Cie, 2 vol., 1875-1877
- Notes d'un voyage fait dans le Levant en 1816 et 1817, Paris : impr. de Firmin-Didot, s. d.

Édition d'ouvrages
- Thesaurus graecae linguae ab Henrico Stephano constructus. Post editionem anglicam novis additamentis auctum, ordineque alphabetico digestum, tertio ediderunt Carolus Benedictus Hase, G. R. Lud. de Sinner, et Theobaldus Fix, 8 tomes en 9 vol. in-fol, Paris : A. Firmin-Didot, 1831-1865[2]
- Glossarium mediae et infimae latinitatis conditum a Carolo Dufresne, domino Du Cange, Paris : F. Didot frères, 7 vol., 1840-1850

Traducciones
- Thucydide : Histoire de la guerre du Péloponèse, Paris, 1833 ; 2e édition en 3 vol., 1868-1872
- Anacréon : Odes d'Anacréon, avec 54 compositions par Girodet, Paris : impr. de F. Didot frères, 1864